# Suchowerchiw
Suchowerchiw (ukr. Суховерхів) – wieś na Ukrainie, w obwodzie czerniowieckim, w rejonie czerniowieckim, nad Sowycią. W 2001 roku liczyła 1881 mieszkańców.